# Sarcophaga condona
Sarcophaga condona är en tvåvingeart som först beskrevs av Charles Howard Curran 1934.  Sarcophaga condona ingår i släktet Sarcophaga och familjen köttflugor. Inga underarter finns listade i Catalogue of Life.